# Célula solar de película fina

Sección transversal de una celda solar de película delgada policristalina

Una celda solar de película fina (thin-film solar cell, abreviadamente TFSC, en inglés), también denominada celda fotovoltaica de película delgada, es una celda solar que se fabrica mediante el depósito de una o más capas delgadas (película delgada) de material fotovoltaico en un sustrato. El rango de espesor de esta capa es muy amplio y varía desde unos pocos nanómetros a decenas de micrómetros.

## Tipos

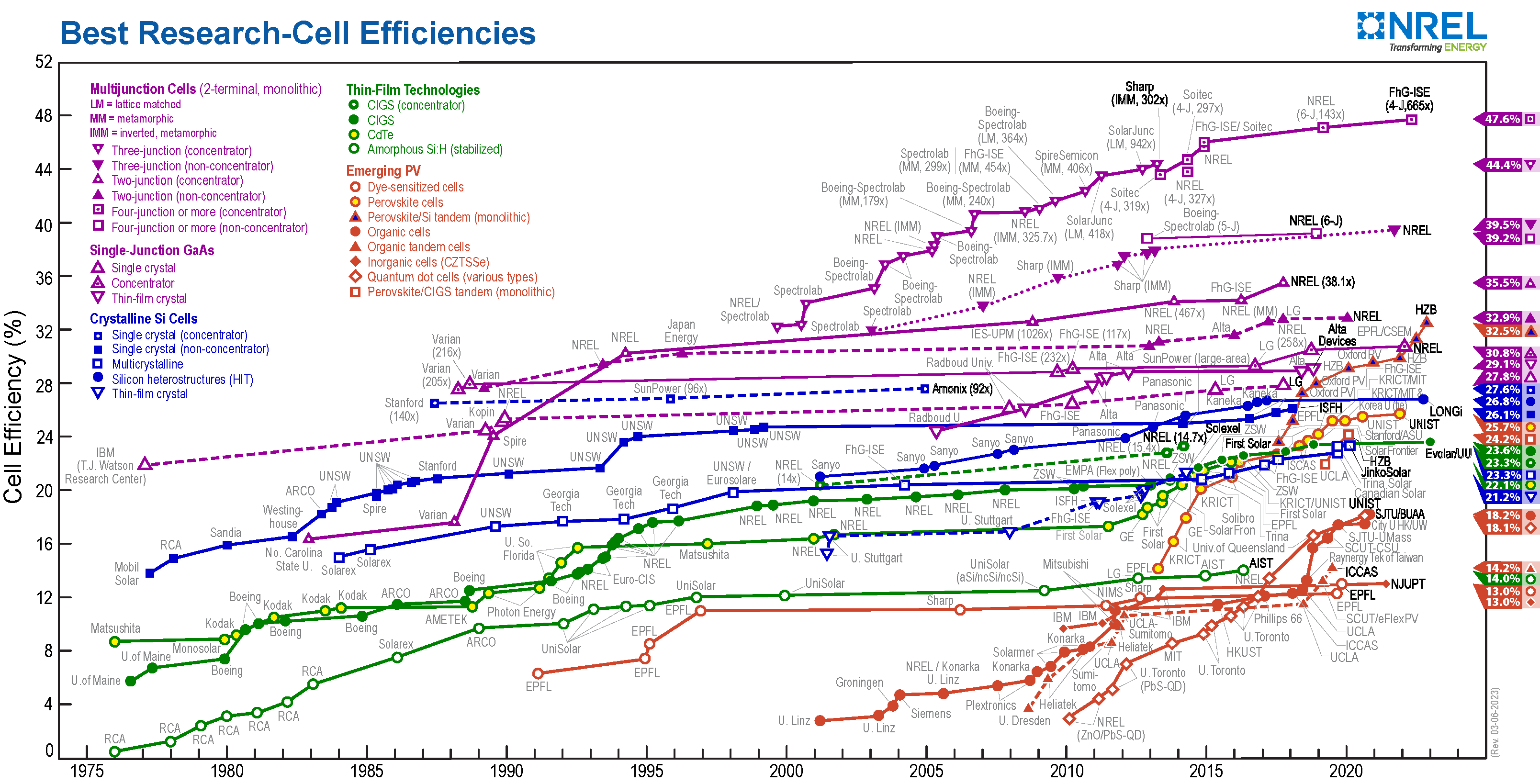
Eficiencia de las células solares de diferentes tecnologías celulares, de acuerdo con el rastreo de NREL

Muchos de los materiales fotovoltaicos se fabrican con métodos de depósito diferentes en una variedad de sustratos. Las celdas solares de película delgada suelen clasificarse según el material fotovoltaico utilizado:
- Silicio amorfo (a-Si) y otros silicios de película delgada (TF-Si)
- Telururo de cadmio (CdTe)
- Cobre indio galio y selenio (CIS o CIGS)
- Celdas solares sensibilizadas por colorante (DSC) y otras celdas solares orgánicas.

## Crecimiento
La película final va a experimentar un rápido crecimiento hasta un máximo de $44 billones a nivel mundial hasta 2017, de acuerdo con Wintergreen Research. En 2010, la película fina tenía un valor situado en la región de los $2,9 billones, con un futuro crecimiento vinculado a los desarrollos tecnológicos en CdTe y CIGS, así como a nuevas oportunidades en las industrias automotriz y de la construcción.

## Véase también

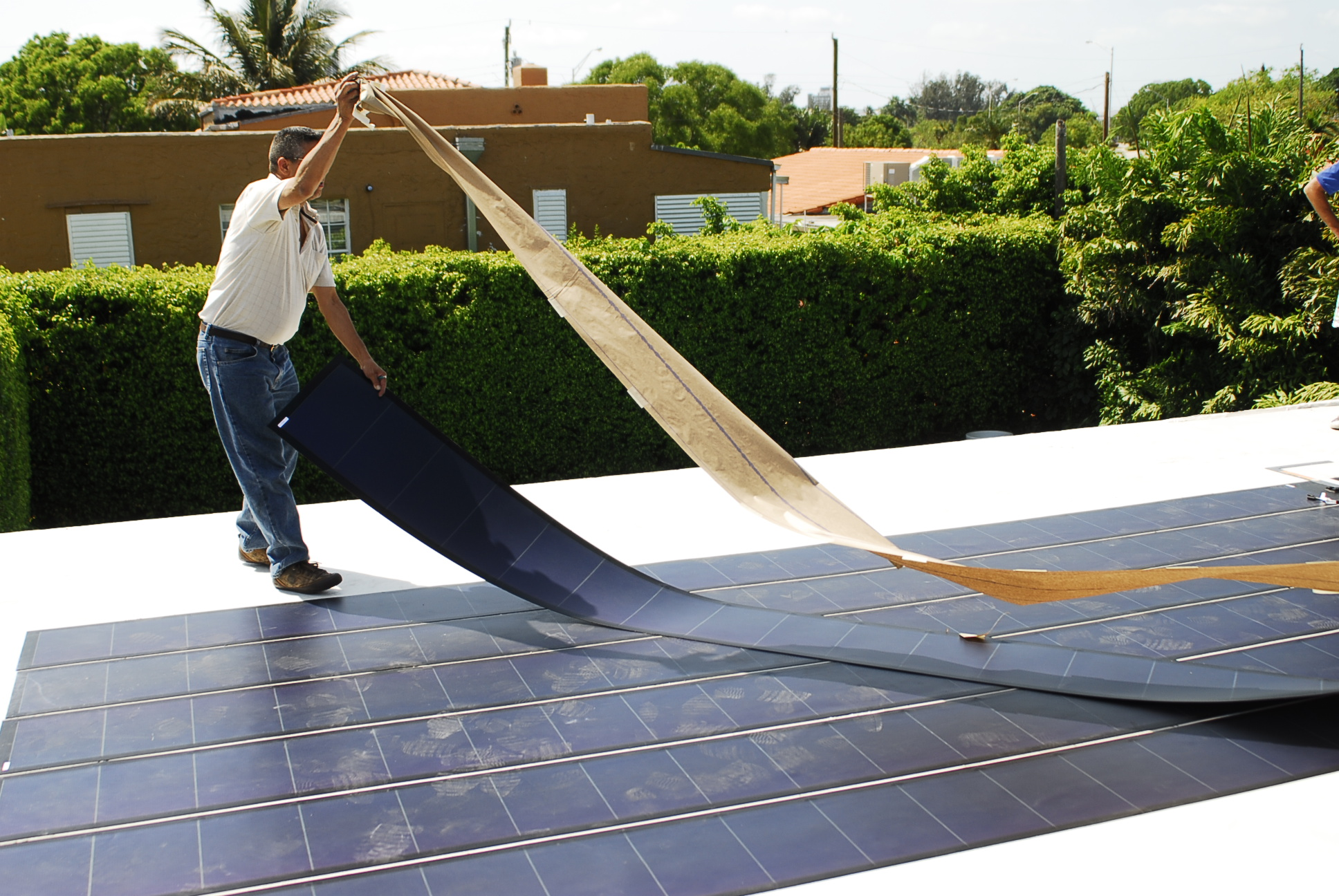
Laminados fotovoltaicos de película delgada siendo instalados en un tejado.